# Московский камнеобрабатывающий комбинат
Московский камнеобрабатывающий комбинат (МКК) — российское предприятие, производитель изделий из природного камня. Одно из градообразующих предприятий Долгопрудного. Выпускает широкий ассортимент продукции из гранита и мрамора с различной фактурой поверхности. Входит в Группу компаний «Гранель».

## История создания МКК
Строительство канала «Москва – Волга» было начато в конце 1932 года, закончилось оно в июле 1937 года. 15 июля канал был открыт для постоянной эксплуатации. Русло водного пути, разделив реку Клязьму у села Мысово и дальше к Химкам, разрезав возвышенность, образовало так называемую «Глубокую выемку». Мыс в виде треугольника, находящийся между руслом канала и рекой Клязьма, и стал местом рождения Московского камнеобрабатывающего комбината. На берегу реки Клязьма, недалеко от станции Водники Савёловской железной дороги было определено место для базы по обеспечению строительства канала. 
На территории базы была организована площадка, на которую поступали гранитные глыбы, использовавшиеся для отделки шлюзов и заградительных ворот канала. Обрабатывались они вручную. Незадолго до окончания строительства канала, в 1936 году началось возведение Северного речного вокзала, и возникла необходимость изготовления облицовочных материалов из природного камня. На территории базы в Водниках организовали распиловочный цех на четыре пилорамы для отделки здания вокзала облицовочными плитами.
Датой основания завода следует считать 22 марта 1936 года.
В апреле 1936 года построено деревянное здание, цех будущего завода. Оно было рассчитано на установку 16-ти распиловочных станков без подъёмных механизмов с центральным траверсным и путевым оснащением. В мае 1936 года начаты строительные работы по заливке фундаментов. В третьем квартале 1936 года прибыли первые шесть распиловочных станков. С этого момента началось комплектование штата завода. В первый год перед коллективом была поставлена задача изготовить облицовочный материал для канала Москва – Волга.
Далее последовала работа по строительству Московского метрополитена. Продукция Московского камнеобрабатывающего комбината использовалась при возведении самых ярких и роскошных зданий сталинской эпохи. Могила неизвестного солдата, Кремлёвский дворец съездов, практически все столичные памятники. Особо выделяется уникальная работа, проведённая во время восстановления Храма Христа Спасителя.

## История развития МКК
Первым директором был назначен А. В. Глухов. Затем прибыли технический руководитель по монтажу оборудования В. П. Поляков и главный инженер тов. Бронзов. Ими были смонтированы первые распиловочные станки, которые в январе 1937 года получили первый производственный план по выпуску продукции. К концу декабря 1938 года штат заводоуправления был укомплектован полностью.
Весенний день 17 апреля 1937 года – навсегда запомнился рабочим. Готовясь отметить предстоящий день рождения Владимира Ленина и Первомайский праздник, выпустили первую продукцию – красивые плиты, сверкающие зеркальным блеском. Но опыта в работе было мало и для того, чтобы организовать выпуск качественных шлифованных и полированных плит, производству потребовались хорошо обученные квалифицированные кадры. На заводе не было профессионалов нужной квалификации и УСДС вызвало с Урала одного из лучших специалистов по камнеобработке А. Е. Мясникова, его назначили заведующим производства, а директором стал А. В. Глухов. С их приездом дела пошли успешнее, завод стал лучше снабжаться сырьём, которое поступало в основном с Урала, Украины, Кавказа.
В 1939 году завод успешно выполнил правительственное задание по облицовке Советского павильона для Всемирной выставки в Нью-Йорке. 20 работников завода были награждены медалями, многие премиями, памятными значками. Вот так впервые продукцию завода увидел мир.
В годы Великой Отечественной войны численность рабочих резко сократилась. Лучших сынов коллектив проводил на фронт. Но и в военное лихолетье продолжался выпуск продукции. В цехах трудились главным образом женщины. Они работали по 12–14 часов в день.
Сразу же после войны небольшой завод встал на индустриальные рельсы. В этом заслуга А. Е. Мясникова – главного инженера. Завозились новые станки, строились корпуса громадных цехов.
В конце 60-х годов, после выхода в свет постановления ЦК КПСС «Об устранении излишеств в проектировании и строительстве», на предприятии сложилась непростая обстановка. Потребность в изделиях из природного камня постепенно снижалась, комбинат выпускал только треть продукции от прежних объёмов. Руководство Моспромстройматериалов прислало на предприятие нового руководителя. Им стал В. П. Самусев. Новый директор собрал инициативную группу по выходу из сложившегося положения. За членами группы закрепили отдельные направления производства. Был проведён ряд мероприятий по организации труда, получены новые заказы, новое, более современное оборудование. Для обеспечения предприятием профессиональными кадрами, руководство заключило договор с Московским горным институтом на обучение молодых работников комбината по направлениям с предприятия. Положение дел стало выправляться и комбинат начал наращивать темпы производства. Продукция комбината имела большой спрос.
В начале 80-х годов директором комбината был назначен бывший главный инженер Г. Н. Троицкий. Комбинат без срывов выполнял государственный план, создавая новые объекты, получая правительственные награды, премии, дипломы.
В марте 1989 года на комбинате прошли выборы нового директора, которым стал молодой начальник производственного отдела В. Р. Ткач. С его приходом началась новая история комбината. Команда молодых инженеров, не прерывая плановых работ на основном производстве, начала реконструкцию комбината. В течение трёх лет люди работали на перспективу. Заменили устаревшее оборудование. Закупали и смонтировали станки ведущих фирм Италии и Франции: Бретон, Тибо, Симек, Пеллегрини. Новая производственная база позволила увеличить объём выпускаемых изделий, расширить ассортимент и получить качество, отвечающее мировым стандартам. 

Наиболее яркий пример такой модернизации — флагман отечественного производства, Московский камнеобрабатывающий комбинат (ОАО «МКК»). Здесь были установлены уникальные для России камнеобрабатывающие станки и линии, позволившие выйти на крупномасштабное производство каменной продукции любых форм и сложности, что в свою очередь способствовало созданию таких шедевров, как Храм Христа Спасителя, комплекс на Поклонной горе, дворцово-парковый ансамбль в Царицино и многое другое.— 
С начала 90-х годов предприятие акционировалось, но для сохранения существующих ранее связей следовало объединить все предприятия отрасли в единый организм. Это была очень сложная задача, но помощь мэра Москвы Юрия Михайловича Лужкова позволила создать на базе Московского камнеобрабатывающего комбината МКК-холдинг, включивший в себя более 20 предприятий по всей России.

## Характеристика
МКК — это объединение предприятий, осуществляющих полный производственный цикл: от добычи сырья и его обработки до производства изделий из камня. Имеются собственные карьеры: в Карелии, Хакасии, Красноярском крае, на Алтае.
В состав Московского камнеобрабатывающего комбината входят предприятия различного профиля: «МКК-Декор», «МКК-Ритуал», «МКК-Диамант».
Продукция МКК использовалась при строительстве объектов федерального значения, имеющих историческую ценность, создавших облик не только современной Москвы и других городов России, но и многих зарубежных городов. География поставок продукции комбината постоянно расширялась: метрополитен в Москве, Киеве, Ленинграде, Тбилиси; МГУ, Кремлёвский Дворец Съездов, Третьяковская галерея, театры в Петрозаводске, Туле, Барнауле, Челябинске, Дом правительства в Алма-Ате, Дворец культуры и науки в Варшаве, Финляндии, Франции, Бенине — это лишь небольшая часть из внушительного списка объектов, в строительстве которых принимал участие Московский камнеобрабатывающий комбинат.
Завод ежегодно принимает участие в выставках MosBuild, Экспокамень.

## История в объектах
Предприятие оставило значимый след в обликах многих городов России и зарубежья
В 1956 году МКК заново сменил облицовку главного культового сооружения СССР — Мавзолея Ленина.
| Год строительства | Объект |
| ----------------- | --- |
| 1937-1944         | Сооружение канала им. Москвы. Московский метрополитен. Строительство Дворца Советов в Москве. Мосты: Крымский и Большой Каменный в Москве. |
| 1945–1953         | Московский государственный университет на Ленинских горах. Метрополитен в Ленинграде. Дворец науки и культуры в Варшаве. Памятник Юрию Долгорукому в Москве. |
| 1954–1955         | Памятник В. И. Ленину в Ульяновске. Оперный театр в Челябинске. Центральный парк культуры и отдыха им. Горького в Москве. Гостиница Украина в Москве. Дом правительства в Алма-Ате. |
| 1956              | Спортивный комплекс в Лужниках. Кинотеатры «Мир» и «Эрмитаж» в Москве. Реставрация Мавзолея В. И. Ленина. Жилой комплекс на фрунзенской набережной в Москве. |
| 1957              | Зимний сад в Московском Кремле. Памятник Ф. Э. Дзержинскому в Москве. Кинотеатр «Центральный» в Москве. Облицовка гостиницы «Москва». Жилой комплекс на ул. Горького в Москве. |
| 1958–1959         | Бассейн «Москва». Кремлёвский Дворец Съездов. Здание Советов Министров. Кинотеатр «Россия» в Москве. Аэровокзал в Москве. Дворец пионеров в Москве. |
| 1962              | Памятник Ю. Фучику в Чехословакии. Памятник П. И. Багратиону на Бородинском поле. Драматический театр в Алма-Ате. Аэропорты «Домодедово», «Шереметьево», «Внуково». Панорама «Бородинская битва». Музей Советской Армии в Москве. Памятник М. И. Кутузову в Москве. Здание СЭВ в Москве. |
| 1963–1965         | Гостиница «Россия» в Москве. Набережные в Ульяновске. Памятник М. Ю. Лермонтову в Москве. Метрополитен в Тбилиси. |
| 1966–1967         | Калининский проспект в Москве. Монумент погибшим героям в Москве на Ленинградском шоссе. Здание посольства Венгрии в Москве. Дом кино в Москве. Облицовка Триумфальной арки 1812 года в Москве. Мемориальный комплекс в Бородине. |
| 1968              | Мемориал в Ульяновске. Большой Кремлёвский дворец (георгиевский зал). Облицовка станций Замоскворецкого радиуса Московского метрополитена. Монумент Вечной Славы в Москве. |
| 1969              | Центральный театр кукол в Москве. Реконструкция зданий Московского Кремля. Облицовка причалов Москва-реки. Телецентр в Останкине. Гостиница «Националь» в Москве. МХАТ. |
| 1970              | Автовокзал в Москве. Госцирк. Здание Совета Министров. Гостевые трибуны на Красной площади в Москве. Административный корпус МВД СССР в Москве. |
| 1971–1974         | Гребной канал в Крылатском. Реконструкция Мавзолея В. И. Ленина. Гостиница «Белград» в Москве. Облицовка Краснопресненской набережной. Облицовка здания ТАСС в Москве. Павильоны ВДНХ. |
| 1975              | Здание Моссовета. Здание посольства КНДР в Москве. Здание Оргкомитета Олимпийских игр в Москве. Центральная Клиническая больница в Москве. Монумент Советским воинам, захороненным в г. Амесдорф (Германия). |
| 1976              | Монумент «Москва-город-герой». Здание КГБ на Лубянке в Москве. Облицовка здания ЦУМа. |
| 1977–1978         | Здание посольства Болгарии в Москве. Мавзолей Хо Ши Мина в Ханое. Московский метрополитен. |
| 1979–1983         | Комплекс объектов к Олимпиаде-80. Государственная картинная галерея на Крымском валу. Здание посольства Франции в Москве. |
| 1984              | Павильон-музей «Траурный поезд В. И. Ленина» на Павелецком вокзале. Реконструкция улицы Старый Арбат. Памятник «Дружба навеки» в Москве. Реконструкция Соборной площади в Кремле. |
| 1985              | Комплекс правительственных зданий в Улан-Баторе. Памятник В. И. Ленину на Октябрьской площади. Здание посольства США в Москве. Архитектурный комплекс на Октябрьской площади. |
| 1986              | Здание посольства ГДР в Москве. Павелецкий вокзал. Свято-Даниловский монастырь и резиденция Патриарха Всея Руси. |
| 1987              | Казанский вокзал в Москве. Дворец молодёжи в Москве. Государственная Третьяковская галерея. |
| 1988–1992         | Реконструкция Александровского сада. Здание посольства ФРГ в Москве. Монумент Победы на Поклонной горе. Реконструкция Цирка на Цветном бульваре. Реконструкция Троице-Сергиевой Лавры. Реконструкция Савёловского вокзала. Памятник Советским воинам, погибшим в Финляндии. |
| 1993              | Реконструкция монастыря в Оптиной Пустыни. Гостиница «Националь». Дарвинский музей в Москве. «Красное крыльцо» в Московском Кремле. Реконструкция Дома Правительства РФ. |
| 1994              | Московский зоопарк. Монумент победы на Поклонной горе (храм Святого Георгия Победоносца). Мост к Лаврушинскому переулку в Москве. Памятник сотрудникам МВД на Цветном бульваре. Станция московского метро «Алтуфьево». |
| 1995              | Реконструкция здания Сената в Кремле. Реконструкция Пюхтинского женского монастыря. Гостиница «Тверская» в Москве. Станция «Чкаловская» Московского метрополитена. Памятник Г. К. Жукову в Москве. Памятник С. А. Есенину в Москве. |
| 1996              | Скульптурная композиция «Трагедия народов» на Поклонной горе. Памятник В. С. Высоцкому в Москве. Здание Мостелекома на Новом Арбате в Москве. |
| 1997–1998         | Фонтан «Большого Театра» в Москве. ТРК «Манежная площадь» в Москве. Архиерейский Собор в Московском Кремле. Храм Христа Спасителя. Здание Генпрокуратуры в Москве. |
| 1999              | Фонтан, памятник Багратиону на Кутузовском проспекте в Москве. Фонтан «Натали и Александр». Мощение улицы Петровка в Москве. Мощение Камергерского переулка. Памятник А. П. Чехову в Москве. Гостиный двор в Москве. |
| 2000              | Зал Соборов Христа Спасителя в Москве. Памятник внутренних войск в Москве. Гостиница «Арбат» в Москве. |
| 2001              | Памятник «Дети — жертвы пороков взрослых» в Москве. Казанский Кремль в Казани. Мемориал воинам-сибирякам на Волоколамском шоссе в Москве. Фонтан на Цветном бульваре в Москве. Сквер на театральной площади у ст. метро «Площадь Революции» в Москве. |
| 2002              | Улица Новый Арбат в Москве. Патриаршьи Пруды в Москве. Олимпийский комплекс «Лужники» в Москве. Площадь Европы в Москве. Здание ратуши в Казани. Памятник Сурикову. Памятник воинам десантникам ВС РФ в Москве. Фонтан в Якутске. |
| 2003              | Памятник Мельникову в Москве. Комплекс фонтанов и благоустройство Украинского бульвара в Москве. «Красная площадь» в Сергиевом Посаде. Центр православного наследия в Переделкино. Галерея И. Глазунова в Москве. |
| 2004              | Фундаментальная библиотека МГУ. Мосгорсуд. Реконструкция воинских захоронений Первой Мировой Войны в районе ст. метро «Сокол». Екатериненский бульвар в Москве. Александровский сад в Москве. Пешеходный мост у храма Христа Спасителя. Реконструкция Кутузовского проспекта. Мемориальный комплекс, памятник Алиеву в Баку. Памятник Александру II в Москве. Оптина Пустынь.                           |
| 2005              | Здание МВД России в Москве. Реставрация ЦВЗ «Манеж» в Москве. Сущевский тоннель в Москве. Фонтан «Музыка Славы», ст. метро «Кузьминки». Памятник генералу Де Голю в Москве. Памятник воинам антигитлеровской коалиции в Москве. Фонтан в Лаврушинском переулке. |
| 2006–2009         | ГМЗ «Царицыно» в Москве. Учебный корпус № 1 МГУ. Микрорайон «Шуваловский» в Москве. Московский планетарий. Часовня-памятник Георгию Победоносцу. Памятник Хачатуряну в Москве. Памятник Чайковскому в Клину. Памятник Врубелю в Омске. ЖК «Алые паруса». Памятник «Адам и Ева». ЖК на Русаковской набережной. Набережная Москва-Сити. Музей космонавтики. Фонтан на Кудринской. Терминал Шереметьево-3. |
| 2010              | Памятник «Рабочий и Колхозница». Стела «Город воинской славы» в Курске. Вечный огонь на Поклонной горе. Памятник «В борьбе против фашизма мы были вместе». |
| 2021              | Изготовление и монтаж входной группы головного офиса ПАО «ЛУКОЙЛ». Облицовка Никольского собора. Изготовление и установка бюста известного хормейстера, заслуженного деятеля искусств РСФСР, профессора Бориса Ивановича Куликова. |

## Награды и дипломы предприятия
- Орден Трудового Красного Знамени[11]
- Почетный памятный знак Совета Министров СССР
- Дипломы МКК. Архивная копия.